# Robert Freeman
Robert Freeman (5. prosince 1936 Londýn – 7. listopadu 2019 Londýn) byl britský fotograf a grafický designér. Nejznámější je jeho spolupráce s Beatles, pro které pořídil několik nejznámějších fotografií, které se objevily na řadě z jejich obalech alb. Od roku 1963 do roku 1966 se skupinou intenzivně spolupracoval a fotografoval a podílel se na grafickém designu pěti alb, které postupně vydávalo hudební nakladatelství Parlophone ve Velké Británii a na několika albech Capitol Records v USA a na různých dalších vydáních v ostatních zemích. Freeman navrhl některé sekvence prvních dvou filmů Beatles a je autorem grafiky a fotografií na několika filmových plakátech a propagačních materiálech.
V roce 1968 pracoval jako režisér na kultovním filmu Swinging London The Touchables, ve kterých hrál Judy Huxtable a David Anthony a představil skladbu původní Nirvany. V roce 1969 byl spolurežisérem filmu Paise Feydera The Promise.
Freeman se však poprvé do povědomí veřejnosti dostal na počátku šedesátých let jako fotožurnalista Sunday Times fotografií Nikity Chruščova pořízené v Kremlu. Jsou známé také jeho černobílé portrétní fotografie několika jazzových hudebníků, včetně Johna Coltrana. Právě tyto snímky zapůsobily na manažera Beatles Briana Epsteina a vedly k jeho první zakázce v srpnu 1963, kdy skupinu fotografoval poprvé. Od roku 1963 do roku 1966 byl jedním z oblíbených fotografů skupiny a je tedy autorem několika fotografií pilotních alb skupiny: With The Beatles, Beatles for Sale, Help! a Rubber Soul. Zároveň je také prvním fotografem kalendáře Pirelli. V roce 1990 vydal knihu The Beatles: A Private View.

## Životopis
Narodil se 5. prosince 1936 v Londýně. V roce 1959 promoval na univerzitě v Cambridgi.
V létě roku 1963 fotografoval dva roky, ale díky práci v Sunday Times a dalších časopisech si již získal dobrou pověst. Nedávno předtím byl pověřen, aby v Moskvě vyfotografoval Chruščova v Kremlu a na začátku toho roku jsem nafotografoval první Pirelliho kalendář. Byl to velký hit a v dalších letech i mediální událost. Jeho oblíbeným úkolem v tomto období bylo fotografování Johna Coltrana a dalších jazzových hudebníků na festivalu v Londýně. To byly fotografie hudebníků, které později ukázal Beatles. Kontaktoval jejich tiskového agenta v Londýně. Odkázal jej na svého manažera Briana Epsteina, který jej požádal, aby poslal ukázky své práce do Llandudna ve Walesu, kde v té době hráli Beatles. Dal jsem dohromady portfolio velkých černobílých tisků, z nichž většina byla portréty jazzových hudebníků – Cannonball Adderley, Dizzy Gillespie, Elvin Jones, Coleman Hawkins a John Coltrane. Odezva Beatles byla pozitivní – líbily se jim fotografie, a proto Brian zařídil, abych se s nimi setkal v Bournemouthu o týden později, kde měli hrát několik večerů v místním kině Gaumont.
Robert Freeman zemřel 7. listopadu 2019 ve věku 82 let.

## Spolupráce s Beatles
Od roku 1963 do roku 1966 byl jedním z oblíbených fotografů skupiny a je autorem několika fotografií pilotních alb skupiny: With The Beatles, Beatles for Sale, Help! a Rubber Soul.

### Obal albaWith the Beatles
Obálku alba With the Beatles nafotografoval Freeman 22. srpna 1963 v hotelu Palace Court, Bournemouth v Anglii.
Většina lidí si myslí, že přebal desky, na které se naše obličeje ztrácí ve stínu, byla pečlivě naaranžovaná fotka někde ve studiu. Ve skutečnosti to ale Robert poměrně ve spěchu vyfotil v chodbě hotelu, na jejímž konci z okna dopadalo přirozené světlo. 
Paul McCartney.

## Publikace
- Freeman, Robert, The Beatles: A Private View. Barnes & Noble, NY, 2003, ISBN 1-59226-176-0